# Amir Abdou
Pour les articles homonymes, voir Abdou.
Amir Abdou, né le 8 juillet 1972 à Marseille, est un entraîneur franco-comorien de football.

## Biographie
Abdou commence sa carrière d'entraineur au SU Agen avec la réserve (il permet la montée de Promotion de ligue jusqu'en Division supérieure régionale (DSR)) et à l'Entente Golfech-Saint-Paul-d'Espis (il permet la montée de Division d'honneur régionale à Division d'honneur en deux ans).
Le 11 janvier 2014, il est nommé sélectionneur des Comores pour trois années. Il dispute les éliminatoires de la CAN 2015, mais dès le deuxième tour, les Comores sont éliminés par le Kenya (2-1 sur les deux rencontres).
Malgré cela, son contrat est renouvelé en mars 2017, grâce aux progrès réalisés avec la sélection : elle est passée dans le Classement mondial de la FIFA de la 193e place en 2014 à la 127e  en octobre 2017, meilleur classement jamais obtenu par les Comores.
L'objectif est de réaliser une bonne performance dans les éliminatoires de la CAN 2019. Après avoir passé le tour préliminaire en battant Maurice, les Comores se retrouve dans un groupe d'éliminatoires relevé avec le Cameroun, le Maroc et le Malawi) ; les Comoriens termineront derniers de leur groupe, ne gagnant aucun match mais réussissant deux nuls à domicile face au Cameroun et au Maroc.
En novembre 2020, alors que la sélection comorienne est proche de se qualifier pour la première Coupe d'Afrique des nations de son histoire, Amir Abdou s'engage pour deux ans avec le club mauritanien du FC Nouadhibou en parallèle de sa fonction de sélectionneur.
Le 25 mars 2021, les Comores d'Amir Abdou font match nul (0-0) contre le Togo, un point le permettant ainsi de se qualifier pour la Coupe d'Afrique des nations de football 2021 ; il s'agit de leur première phase finale d'une compétition majeure,,. Lors de la compétition, les Comores perdent leur deux premiers matchs de poule contre le Gabon (0-1) et le Maroc (0-2) mais gagnent contre le Ghana, finissant ainsi 3e de leur groupe et se qualifiant pour les huitièmes de finale de la compétition ayant fini dans le trio des meilleurs 3e de la phase de poule. Ils sont ensuite éliminés par le Cameroun 2 buts à 1.
En mai 2021, il est sacré champion de Mauritanie avec le FC Nouadhibou.
Le 6 juillet 2021, il est élevé au rang de chevalier de l'Ordre du Croissant vert des Comores.
Il a ensuite été nommé, le 3 mars 2022, sélectionneur de l'équipe nationale de Mauritanie, après sa démission du poste de sélectionneur des Comores et d'entraineur du FC Nouadhibou. Il qualifie l'équipe pour le Coupe d'Afrique des nations de football 2023 (initialement prévue à l'été 2023, celle-ci est reportée en janvier 2024) en terminant 2e de son groupe d'éliminatoires.
Le 23 janvier 2024, la sélection mauritanienne, sous sa direction, remporte le premier match de son histoire en Coupe d'Afrique des nations de football en s'imposant face à l'Algérie 1 à 0 lors de son dernier match de poule (après avoir perdu les deux premiers) et se qualifie pour les 8e de finales, une première pour la Mauritanie dans cette compétition.

## Palmarès et records
- Champion de Mauritanie en 2020-21, 2021-22, 2022-23 avec le FC Nouadhibou
- Record d'invincibilité de la Mauritanie (15 matchs sans défaite) de mars 2022 à janvier 2023